# اردوخانکندی
اردوخانکندی یک روستا در ایران است که در دهستان ارشق غربی واقع شده‌است. اردوخانکندی ۱۷۵ نفر جمعیت دارد.